# Liste der Baudenkmäler in Augustdorf
Die Liste der Baudenkmäler in Augustdorf enthält die denkmalgeschützten Bauwerke auf dem Gebiet der Gemeinde Augustdorf im Kreis Lippe in Nordrhein-Westfalen (Stand: September 2011). Diese Baudenkmäler sind in der Denkmalliste der Gemeinde Augustdorf eingetragen; Grundlage für die Aufnahme ist das Denkmalschutzgesetz Nordrhein-Westfalen (DSchG NRW).

| Bild                                                                        | Bezeichnung                                                                 | Lage                                      | Beschreibung | Bauzeit | Eingetragen seit             | Denkmal- nummer |
| --------------------------------------------------------------------------- | --------------------------------------------------------------------------- | ----------------------------------------- | ------------ | ------- | ---------------------------- | --------------- |
| Alte Schule I                                                               | Alte Schule I                                                               | Pivitsheider Straße 57 Karte              |              | 1909    | 30. August 1984              | 01              |
| weitere Bilder                                                              | Ev. Kirche                                                                  | Pivitsheider Straße 51 a Karte            |              | 1875    | 20. Dezember 1984            | 02 Wikidata     |
| Kötterhaus                                                                  | Kötterhaus                                                                  | Waldstraße 39 Karte                       |              |         | 13. Dezember 1990            | 03              |
| BW                                                                          | Kötterhaus                                                                  | Haustenbecker Straße 107 Karte            |              |         | 13. Dezember 1990            | 04              |
| Allee, Lindenbäume, Straßenpflaster                                         | Allee, Lindenbäume, Straßenpflaster                                         | Haustenbecker Allee                       |              |         | 12. Dezember 2006 20.11.2007 | 05              |
| Katholische Kirche ‚Maria, Königin des Friedens‘                            | Katholische Kirche ‚Maria, Königin des Friedens‘                            | Am Alten Forsthaus Karte                  |              |         |                              |                 |
| Kriegerdenkmal für die Gefallenen des Deutsch-Französischen Krieges 1870/71 | Kriegerdenkmal für die Gefallenen des Deutsch-Französischen Krieges 1870/71 | Generalfeldmarschall-Rommel-Kaserne Karte |              |         |                              |                 |